# Route der Industriekultur Rhein-Main Mainz

Logo der Route der Industriekultur Rhein-Main

Die Route der Industriekultur Rhein-Main Mainz ist eine Teilstrecke der Route der Industriekultur Rhein-Main in der rheinland-pfälzischen Landeshauptstadt Mainz. Der Projekt versucht Denkmäler der Industriegeschichte im Rhein-Main-Gebiet zu erschließen.

## Liste der Route in Mainz
| Hauptbahnhof Mainz                      | 1884        | Ehemals längste Bahnsteighalle Deutschlands                            |  |
| Sektkellerei Kupferberg                 | 1856        | Gründungsbau mit Traubensaal                                           |  |
| Ehemalige Gewürzmühle                   | 1938 / 1950 | U-förmiger Komplex mit Mühlturm                                        |  |
| Ehemalige Ziegelei Rosbach              | 1904        | Seltenes Zeugnis der Ziegeleiproduktion im Rhein-Main-Gebiet           |  |
| Portland-Zementwerke                    |             |                                                                        |  |
| Eisenbahnbrücke Süd                     | 1860–62     | Erste Mainzer Eisenbahnbrücke über den Rhein                           |  |
| Ehemaliges Gaswerk                      | 1853–1855   | Erstes Gaswerk in Mainz                                                |  |
| Drehbrücke Winterhafen                  | 1877        | zählt zu den ältesten noch erhaltenen Drehbrücken                      |  |
| Ehemalige Lampenfabrik                  | 1899        | Rotklinkerfassade nach Plänen von Gustav Peisker                       |  |
| Theodor-Heuss-Brücke                    | 1882–85     | Nach Plänen von Friedrich von Thiersch und Bernhard Bilfinger          |  |
| Zoll- und Binnenhafen                   | 1880–87     | angelegt im Zuge der Rheinregulierung                                  |  |
| Ehemalige Militärbäckerei               | um 1900     | bekannt als „Neues Proviantamt“                                        |  |
| Eisengiesserei Römheld & Moelle         | 1906        | anspruchsvoll gestaltete Zweckbauten                                   |  |
| Kaiserbrücke                            | 1901–1904   | Ursprüngliche Bogenkonstruktion                                        |  |
| Erdal (Werner & Mertz)                  | 1908        | „Frosch-Turm“ mit dem Markenzeichen                                    |  |
| Kraftwerke Mainz-Wiesbaden AG           |             | ehemalige Reinigungs- und Regenerierungsgebäude                        |  |
| Schott Glas                             | 1951–1953   | Schornsteingruppe und Verwaltungsgebäude des Architekten Peter Neufert |  |
| Ehemalige Waggonfabrik                  | 1896–1910   | nach Plänen von Franz Philipp Gill                                     |  |
| Ehemalige Lokhalle                      | 1906        | stillgelegt in den 1940er Jahren                                       |  |
| Ehemalige „Königliche Conserven-Fabrik“ | 1873/74     | diente der Sicherung des militärischen Lebensmittelnachschubs          |  |